# Виньо (Верхняя Гаронна)
Виньо́ (фр. Vignaux, окс. Vinhaus) — коммуна во Франции, находится в регионе Юг — Пиренеи. Департамент — Верхняя Гаронна. Входит в состав кантона Кадур. Округ коммуны — Тулуза.
Код INSEE коммуны — 31577.

## География

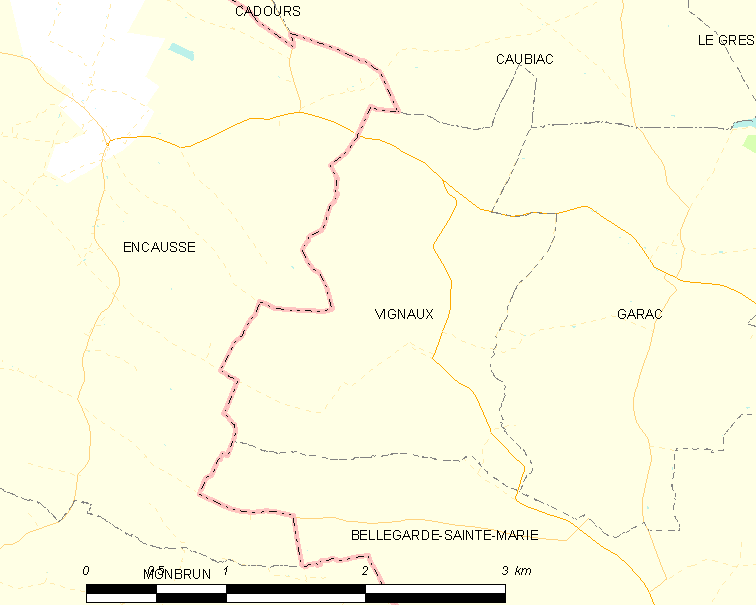
Карта коммуны

Коммуна расположена приблизительно в 590 км к югу от Парижа, в 32 км к западу от Тулузы.
На юге коммуны протекает река Седа (англ. Cédat).

## Климат
Климат умеренно-океанический. Зима мягкая и снежная, весна характеризуется сильными дождями и грозами, лето сухое и жаркое, осень солнечная. Преобладают сильные юго-восточные и северо-западные ветры.

## Население
Население коммуны на 2010 год составляло 121 человек.
| 1962 | 1968 | 1975 | 1982 | 1990 | 1999 | 2010 |
| ---- | ---- | ---- | ---- | ---- | ---- | ---- |
| 102  | 101  | 98   | 110  | 101  | 100  | 121  |

## Администрация
| Период | Период | Фамилия          | Партия | Примечания |
| ------ | ------ | ---------------- | ------ | ---------- |
|        | 2001   | Эдуар Дюпу       |        |            |
| 2001   | 2014   | Клод Заккариотто |        |            |
| 2014   | 2020   | Ролан Леконт     |        |            |

## Экономика
В 2010 году среди 76 человек трудоспособного возраста (15—64 лет) 62 были экономически активными, 14 — неактивными (показатель активности — 81,6 %, в 1999 году было 71,9 %). Из 62 активных жителей работали 57 человек (33 мужчины и 24 женщины), безработных было 5 (3 мужчин и 2 женщины). Среди 14 неактивных 6 человек были учениками или студентами, 5 — пенсионерами, 3 были неактивными по другим причинам.